# Vasile Movileanu
Vasile Movileanu (n. 19 martie 1955 în comuna Secăreni, Raionul Hîncești – d. 5 iulie 2011 în Chișinău), a fost un pictor și grafician din Republica Moldova. Colegii de breaslă îl apreciază pe Vasile Movileanu ca pe un acuarelist de forță fiind unul dintre marii acuareliști și un maestru al culorilor.  
Acuarela cu tehnicile sale diafane în interpretarea artistului creează o atmosferă cu totul deosebită în care spectatorul este tentat să simtă o încărcătură emoțională puternică.
În căutările sale artistice Vasile Movileanu a demonstrat un nivel profesionist de înaltă prestanță, a însușit valorile artei plastice tradiționale și moderne formîndu-și propriul stil inconfundabil și inedit. 
Trecînd prin perioade de viață dificile el niciodată n-a cedat în fața greutăților și nici pentru o clipă n-a pierdut firul evoluției sale artistice. Cărțile ilustrate de către Vasile Movileanu fac parte din patrimoniul artistic și cultural al Republicii Moldova și sînt recunoscute nu nu numai în țară dar și peste hotarele ei prin premii prestigioase și participări la diferite concursuri internaționale.

## Biografie
În primăvara anului 1955, 19 martie  în comuna Secăreni, Raionul Hîncești , Republica Moldova, s-au născut doi băieți gemeni Vasile și Ion. La vârsta de un an și patru  luni s-au îmbolnăvit de poliomelită, în urma căreia, fratele său geamăn Ion a murit, dar Vasile a supraviețuit, însă s-a ales cu un handicap locomotor pe toată viața.

Vasile Movileanu: Anii studenției

Vasile Movileanu s-a născut într-o familie de țărani, al treilea fiu din cei 6 copii(Galina, Mihai, Ion, Mărina, Veronica) ai lui Ștefan și Maria Movileanu, oameni harnici și gospodari. Semion Movileanu, bunel de pe tată, avea capacități înclinate spre pictură. Fiind pădurar între anii 1932-1943 in pădurea de la Horodca, nu departe de s.Drăgușenii-Noi (Conojeni) Raionul Hîncești, își desena singur harta ocolului silvic, în care indica cele mai importante puncte,cum ar fi Mănăstirea Hâncu, stejarii seculari, izvoare, lăcușorul de la marginea pădurii, căci satul Secăreni este amplasat la margine de codru des, unde apa curge în izvoare cristaline.
Clasa întîia a învățat-o în satul natal.  A fost foarte greu să frecventeze lecțiile , trebuia să parcurgă o distanță de doi kilometri pe un drum plin de noroi. Vasile nu putea să meargă vertical, el se târîia numai pe brînci. Astfel, la școală îl duceau pe rînd: tata, mama, fratele Mihai și sora mai mare Galina. La sfîrșitul lecțiilor învățătorul îl aducea în brațe acasă. Uneori învățătorul se reținea după lecții și el se pornea singur  spre casă ajutat de colegi.  Așa a învățat el clasa întîia.
Tatăl său a observat că Vasile avea capacități și atracție la învățătură și a hotărît sa-l aranjeze la o  școală-internat  specială pentru copii cu handicap, din Ialoveni. La această școală internat putea să învețe doar cu condiția ca să se deplaseze vertical cu ajutorul cîrjelor.
După mai multe operații foarte complicate la ambele picioare și numeroase antrenamente cumplite, care au durat doi ani la un spital din Saharna Raionul Rezina, a reușit să meargă cu ajutorul cîrjelor. Astfel, după trei încercări a fost primit la acel internat unde a învățat pînă în clasa a zecia.

## Studii
În anul 1974 – 1978 a urmat școala de arte frumoase I. Repin (acum A. Plămădeală). Atelierul profesorului M. Proniaev. Școala a absolvit-o cu note foarte bune, era printre primii la învățătură.
În anul 1981 a depus actele la  Institutul Poligrafic din Moscova la facultatea  ”Grafică de carte”.
În timpul învățăturii Vasile Movileanu a colaborat cu editurile din Chișinău.

## Familie
În anul 1982 se hotărăște să întemeeze o familie căsătorindu-se cu Ana Darii. 
În 1983 se naște fiica Victoria. (Designer în domeniul accesorilor).
În 1987 se naște fiica Cristina (licențiată în arte – specialitatea grafica), tot în acest an absolvește Institutul Poligrafic din Moscova cu diploma ca Pictor grafic.   
Vasile Movileanu a fost și un familist nepereche un tată exemplar cu un simț foarte puternic al datoriei.

## Ultima perioadă a vieții
- 2010- a fost ultima sa expoziție personală la clinica Sancos.
- Colaborează cu Poșta Moldovei ilustrînd cărți poștale.[3]
- A muncit  nespus de mult la renovarea  casei părintești  unde visa  să se mute cu traiul împreună cu soția sa Ana.
- A sădit  o livadă și o vie pentru nepoți.
- Iulie 2010 reușește să picteze o serie de acuarele.
- 5 iulie 2011 – Vasile Movileanu se stinge din viață la spitalul Toma Ciorbă din  Chișinău.
- 6 iulie – corpul său neînsuflețit a fost expus pentru cîteva ore la sala Uniunii Artiștilor  Plastici “Constantin Brâncuși”.

A fost înmormîntat pe 7 iulie la țară acolo unde a văzut lumina zilei  în Comuna Secăreni, Hîncești. Clopotul din micul  sat așezat între dealuri, încărcat de disperare și durere vestea încă odată trecerea în eternitate a pictorului Vasile Movileanu.
- Gimnaziul din comuna  Secăreni, din septembrie 2011, poarta numele pictorului Vasile Movileanu.[4]

## Activitate profesională
- Din 1979 – timp de trei ani lucrează la Academia de Științe a Moldovei  ca pictor șef la sectorul de Arheologie. A participat la săpături  arheologice de pe teritoriul Moldovei, unde desena tot ce găseau arheologii.
- 1981 – Din acest an participă la majoritatea expozițiilor republicane din țară și din străinătate, organizate de către Ministerul Culturii și Uniunea Artiștilor plastici  din Republica Moldova. După absolvirea institutului colaborează cu editura Literatura Artistică.  A ilustrat multe cărți pentru copii, inclusiv și un abecedar .
- 1990- Membru al uniunii Artiștilor Plastici din Republica Moldova.
- 1998- Membru al asociației Internaționale a Artiștilor Plastici UNESCO.

## Genuri
- Grafică de carte.
- Natură statică.
- Portret.
- Nuduri.
- Peisaj.
- Peisaj urban ( Chișinăul vechi).
- Peisaj urban (Sibiu, România).
- Compoziții cu subiect.
- Compoziții cu subiect (tema sărbători de iarnă).
- Compoziții cu subiect (tema muzica)

## Expoziții personale
- 1987 – Tîrgul Internațional „Grafică de carte” Moscova.
- 1992 – Expoziție personală ”Grafică de carte” , cu ocazia decernării premiului ”Gheorghe Asachi”din Moldova al Ministerului învățămîntului și științei.
- 1994 – Expoziție personală, grafică de carte și de șevalet în Ialoveni la școala specială internat.
- 1998 – Sala Uninii Artistilor Plastici din Republica Moldova (catalog).
- 1999 – Oficiul Programului  Națiunilor Unite pentru Dezvoltare în R. Moldova, PNUD.
- 2002 – Ambasada Statelor Unite Ale Americii Centrul de Resurse Informaționale (pliant).
- 2003 – Expoziție Personală Sala de expoziții UNION FENOSA ( pliant, placat).[5]
- 2005 – Expoziție Personală orașul Sibiu, Romania – Academia Forțelor Terestre “ Nicolae Bălcescu”(pliant).
- 2006 –  “Centrul de conferințe al Ministerului Apărării al Republicii Moldova “ ( placat ).
- 2006 – Expozitie Personala la OSCE ( calendar).
- 2007 – Fondul Monetar Internațional”( buclet).
- 2008 – Expoziție la televiziunea TV 7. ( Diplomă).[6]
- 2008 –Satul natal Secăreni în incinta Școlii.
- 2008 – Primăria municipiului Chișinău cu ocazia hramului orașului.
- 2009 -Expoziție personală ( Centrul Expozițional Constantin Brîncuși UAP).[7]
- 2010- Expoziție personală Clinica Sancos (Buclet).

## Expoziții de grup
- 1979 – Expoziție de estamp, placat și acuarelă. Chișinău.
- 1981 – Expoziție  “Pămînt și Oameni”. Salonul de toamnă. Chișinău.
- 1987 – ”Artiștii plastici în fondul păcii”. Chișinău.
- 1988 – ”Salonul de toamnă”. Chișinău.
- 1990 – Expoziție  ”Limba noastră”. Chișinău.
- 1991 – Expoziție republicană de grafică de carte și de șevalet. Chișinău.
- 1992 – Salonul de primăvară. Chișinău.
- 1992 – Expoziție  ”Limba noastră”. Chișinău.
- 1992 – ’’Salonul de toamnă’’. Chișinău.
- 1993 –  Expoziție salonul de primăvară. Chișinău.
- 1993 – Chișinău, Sala de Expoziții a Uniunii Artiștilor Plastici. Expoziție ”Grafică”: E. Childescu, G. Guzun, S. Zamșa, V. Dohotaru, M. Nereanu, I. Sfeclă, V. Movileanu.
- 1994 – Expoziția de iarnă. Chișinău.
- 1994 – Expoziție  ”Limba noastră”. Chișinău.
- 1994 – Concursul de ex libris organizat de Biblioteca Națională.( Mențiune).
- 1994 – Expoziție ”Salonul de toamnă”. Chișinău.
- 1994 -  Chișinău, Palatul Guvernului Republicii Moldova. Expoziție organizată de inspectoratul de cultură a județului Tulcea din România, unde au participat I. Cârmu, F. Hămuraru, V Cojocaru, S. Cuciuc, I. Moraru,  A. Sîrbu, S. Gavenia, S. Sîrbu, V.Movileanu.
- 1995 – Expoziție ”Grafică de carte și șevalet” . Chișinău.

## Participări în străinătate
- 1989 – Tîrgul Internațional Grafică de carte, Moscova.
- 1991 – Expoziție de grup, or. Câmpina România.
- 1991 – Expoziție “Salonul moldovenilor”. Galați România.
- 1994 – Expoziție internațională “Grafică de carte”, Cluj-Napoca, România.
- 1996 – Bacău, România ”Saloanele Moldovei” catalog.
- 1997 – Bratislava, Expoziție Internațională de Artă a Cărții, (bienala de ilustrații), catalog.
- 1998 – Belgrad, Expoziție Internațională de Artă a Cărții, (bienala de ilustrații),catalog.
- 1999 – Bratislava, Expoziție Internațională de Artă a Cărții, (bienala de ilustrații), catalog.
- 2000 – BIB”99, Hiroco Mori & Stasys Museum, Japonia, Expoziție Internațională de Artă a Cărții, catalog.(Au fost selectați  cei mai buni ilustratori din lume 65 la număr printre care figurează și numele Vasie Movileanu).
- 2001 – Bratislava, Expoziție Internațională de Artă a Cărții, (bienala de ilustrații),  catalog.
- 2002– Bolonia, Italia, Expoziție de carte pentru copii.

## Tabere de Creație
- 1991- Orașul Câmpina, România.
- 1994 – Calica Tulcea, România.
- 2008 – Olănești, Repblica Moldova.
- 2009 – Parcova, Republica Moldova.

## Premii și distincții
- 1992 – Premiul “Gheorghe Asachi” al Ministerului Învățămîntului și Științei din Republica Moldova dedicat artei pentru copii.
- 1994 – Topul celor mai bune cărți pentru copii a anului 1993, Premiul pentru cartea lui Mihail Sadoveanu“ Aventurile Șahului”
- 1997 – Salonul de carte pentru copii, Premiul “ Ilustrație de carte” pentru cartea : L. Granici, T. Guțuțui, V. Movileanu  “ Clopoțelul”.
- 1998 – Cea mai bună prezentare grafică a anului la cartea lui Mihail Sadoveanu ” Trei Povești Minunate”.
- 1998 – Diplomă de Onoare a Asociației Internationale a Artelor Plastice UNESCO. Pentru merite deosebite în dezvoltarea și promovarea graficii de carte pentru copii și tineret.
- 1999 – Diploma Națiunilor Unite, “PNUD” Moldova.
- 2001 – Bursa Primariei municipiului Chișinău în domeniul artelor.
- 2005 – Cartea anului “ Salba cu mărgele care plîng”.
- 2005 – Bursa de excelență a fundației “ Soros – Moldova “ pentru Arte Plastice.
- 2005 – Diploma pentru merite deosebite întru promovarea artei grafice decernată de Uniunea Artiștilor Plastici din Republica Moldova.
- 2009 – Primește titlul de cetățean de onoare a comunei Secăreni (satul său natal).
- 2011 - Gimnaziul din comuna Secăreni, Raionul Hîncești din septembrie 2011, poarta numele pictorului Vasile Movileanu.

## Cărți ilustrate de Vasile Movileanu
A Ilustrat Cărți pentru copii și adulți scrise de: Grigore Vieru, Spiridon Vangheli, Dumitru Matcovschi, Mihail Sadoveanu, Claudia Partole, Menelaos Ludemis, Ianoș Țurcanu, Gianni Rodari,  ș.a.
- ”Școala tinerilor naturaliști” Anatolii Onegov, Editura Literatura artistică, 1985. Tuș, peniță, acuarelă;
- “Povestea muntelui albastru”,  Editura Literatura artistică, 1986. Tuș, peniță;
- ”Mărul de aur” Valeria Grosu,  Editura Literatura artistică, 1989. Acuarelă, guașă;
- “Vine un tren cu voinicei”, Emil Nicula, Editura Literatura artistică, 1989. Guașă.
- “Ultima Lupoaică”, Nina Lozan, Editura Literatura artistică, 1990. Acuarelă.
- ”Ploaie desculță Aurel Ciocanu”,  Editura Literatura artistică, 1990. Creion, acuarelă, guașă.
- ”De unde a venit Guguță? “, ( Antolojie despre creația lui Spiridon Vangheli),  Editura ”Hyperion”, 1990. Tuș, acuarelă.
- ”Moș Crăciun vine din poveste”, Eugen Gheorghiță, Editura ”Hyperion”, 1990. Tuș, peniță, acuarelă.
- ”Cum mi-a învățat băiatul cifrele și număratul”, Grigore Vieru,  Editura ”Hyperion”, 1991. Monotipie, guașă.
- ”La Izvoare” (colecție de povești moldovenești), Editura ”Hyperion”, 1991. Creion, acuarelă.
- ”Povești populare moldovenești”, Editura ”Hyperion”, 1991. Creion, guașă.
- ”Cinel-Cinel” (ghicitori), Editura ”Hyperion”, 1992. Tuș, peniță, acuarelă.
- ”Dumbrava Minunată”, Mihail Sadoveanu, Editura ”Hyperion”, 1992. Tuș, peniță, acuarelă.
- ”Alistar Făt-Frumos” (poveste), Editură particulară, 1992.  Tuș, peniță, acuarelă.
- ”Povești populare poloneze”, Editură particulară, 1992.  Acuarelă.
- “Aventurile șahului”, Mihail Sadoveanu, Editura “EUS”, 1993. Acuarelă.
- ”Povești Eroice”,  Eusebiu Camilar, Editura ”Făt-Frumos”, 1993. Tuș, peniță.
- ”Mihai Viteazul” , Editura ”Hyperion”, 1993. Tuș, peniță, acuarelă.
- ”Căței săraci, căței bogați ”, Lidia Igoloini, Editura ”Hyperion”, 1993. Tuș, peniță.
- ”ABC” (abecedar în versur în limba engleză), Editura “Șoricelul”, 1994. Tuș, peniță, acuarelă.
- ”Clopoțelul” (abecedar pentru clasele I, aprobat și recomandat de Ministerul învățămîntului și științei din Republica Moldova), Lidia Granac, Vasile Movileanu, Tatiana Guțuțui, Editura ”Iulian”, 1996. Tuș, peniță, acuarelă.
- ”Cartea Ghioceilor”, Grigore Vieru, Editura ”Prometeu”, 1996. Acuarelă, tuș, peniță.
- ”Alfabetul Vesel”, Grigore Vieru,  Editura ”Prometeu”, 1996. Acuarelă, tuș, peniță.
- ”Tabele pentru clasele primare”, Editura ”ARC” (SOROS), 1996. Acuarelă, tuș, peniță.
- ”Trei povești minunate”, Mihail Sadoveanu,  Editura Iulian, 1997. Acuarelă.
- ”Grăbeștete încet”, Claudia Partole, Editura “Pontos”, Chișinău 2002. Acuarelă, tuș, peniță.
- ”Animale domestice”, Silvia Ursache, Claudia Partole, Editura Iulian, 2004. Acuarelă, acril.
- ”Salba cu mărgele care plîng”, Claudia Partole, Grupul UNION FENOSA, Chișinău 2004. Acuarelă, tuș, peniță.
- ”Și dorurile toate”, Ana Goreanu, Editura “Pontos”, Chișinău 2005. Acuarelă,  guașă.
- ”Ce ascund cuvintele”, Ianoș Țurcanu, Editura “Grafema Libris” 2008. Acuarelă, tuș, peniță.

## Aprecieri
- Opera pictorului Vasile Movileanu are particularitatea de a atrage prin poezie și lumină „  Îi mulțumesc acestui artist pentru arta sa, pentru setea sa de viață, prin care ne demonstrează că în orice condiții poți să depășești obstacolele și să devii personalitate.”

Președintele Grupului UNION FENOSA în Moldova D-nul Ignacio Ibarra.
- Vasile Movileanu este un pictor de carte prin vocație făcîndu-și studiile la o instituție de prestigiu cum este Institutul Poligrafic din Moscova, el din plin a însușit această nobilă profesie de a construi și a ilustra cartea. Este unul dintre puținii pictori, care la perfecție percepe arhitectonica cărții începînd cu coperta și terminînd cu căsuța tehnică. Posedă o diversitate de tehnici, care îi permite de a găsi la fiecare carte o nouă viziune de prezentare grafică. Aceasta o confirmă numeroasele cărți ilustrate de Domnia Sa.  Cu succes pictorul activează și în domeniul graficii de șevalet mînuind cu iscusință tehnica acuarelei.

Isai Cârmu.  Maestru emerit în arte.
- Autor al numeroaselor opera grafice de șevalet, coautor artistic la mai mult de 30 de cărți pentru copii, graficianul Vasile Movileanu se evidențiază în cohorta plasticienilor ce profesează grafica, printr-o luxuriantă atitudine umană și în deosebi față de carte ca fenomen de simbioză a expresiilor plastice și semantice ale textului și al ilustrațiilor grafice.

Filiera tematică a aspirațiilor artistului se axează în povești populare, mituri,  proză și poezii pentru copii.
Miracolul fantastico-romantic al acestora îl influențează decisiv pe autor în procesul de selectare optimală a subiectelor, selectate pe care o face cu minuțiozitate, evidențiind riguros particularitățile tipice ale lumii. Subiectul ca mijloc informativ este favorizat de către autor, și anume prin aceasta, pictorul atinge concordanța intrinsecă a textului literar cu imaginea ce-l însoțește în cadrul cărții.
Subiectele ilustrațiilor realizate de Vasile Movileanu sunt bazate pe observațiile proprii asupra lumii înconjurătoare și vin să completeze textul literar cu conotații semantice vaste, ce asigură un nivel informativ optimal al cărților ilustrate de artist. Adesea plasticianul utilizează metafora plastică, personificarea lumii, procedeu ce asigură tensiunea emoțională frecventă a cărții ca obiect cultural distinctiv destinat copiilor.
Ilustrațiile elaborate de către plastician se caracterizează atît printr-o echilibrată viziune compozițională, cît și printr-o subordonare strictă a formelor în întregul sistem.
Operînd la perfecție cu mijloacele de expresie specifice graficii de carte – fie linia, textura, pata tonală și coloristică, ritmul statica și dinamica, cît și cu materiale: acuarela, tempera, guașa, graficianul creează lumi pline de farmec ce predispun la contemplare, meditație și ascendență spirituală.
Constantin Spînu (doctor în studiul artelor).
- Vasile Movileanu desăvârșește cu originalitate și patos o artă animată de un netăgăduit cult al esteticului. Acuarelele sale, pline de poezie și lumină, impresionează prin cromatica vie, puternică, prin sinceritate în redarea viziunii plastice și a sentimentelor, chiar dacă ele nu exprimă întotdeauna optimizmul, ci sugerează uneori o notă de tristețe, de meditație dramatică asupra sensului existenței umane.

Vasile Movileanu are felul lui personal de a interpreta textele literare, iar rezultatul acestor interpretări este inegalabila grafică de carte, în care surprindem bucuria de a trăi,  atmosfera de basm și de uimire în fața misterelor lumii. Aș adăuga predilecția sa pentru construcția arhitectonică a cărții, logica fără greșeală a desfășurarii subiectului.
Indubitabil, Vasile Movileanu deține toate datele pentru a deveni un nume de primă mărime în arta plastică moldovenească.
Tamara Moraru (doctor în științe filozofice).
- Particularitatea artistică a lui Vasile Movileanu este diversitatea stilistică a genurilor. El se afirmă ca ilustrator de carte, face pictură, grafică de șevalet. Încearcă o mulțime de posibilități a materialelor grafice. Esențialul e în accea, că la orice idee artistică graficianul găsește forma adecvată, care o reprezintă. Se știe, că una din problemele principale în grafica de carte, este căutarea cheiei stilistice, autorul se isprăvește cu aceasta. El reușește să transforme reflecția literară a scriitorului într-o reflecție senzuală.

În grafica de șevalet Vasile Movileanu are o amplitudă mare: De la peisajele și naturile statice realiste, pînă la niște căutări postmoderniste, bazate pe expresia culorii; iraționalizmul compozițional și deformarea intenționată a formei.
Liviu Hâncu (critic de artă).
- Lucrările lui denotă un înalt grad de cunoaștere a principiilor de structurare compozițională, o orchestrare subiectuală interesantă bazată pe observații proprii a vieții, cunoașterea specificului psihologic al lumii copilului. În acest gen al creației graficianul detaliază conștient lumea obiectuală prin intermediul utilizării eficiente a contrastelor coloristice armonizate și a intervențiilor liniare sau hașurate duse cu penița, pledînd pentru o mai bună atragere a micului cititor în lumea miraculoasă a basmului.

În grafica de șevalet, practicînd monotipia, tehnica guașului și a acuarelei, plasticianul își deschide opțiunile tematice și în mod deosebit preferințele stilistico-tehnologice, generînd aspirații personale orientate spre generalizarea conceptuală a lumii, reprezentată plastic prin expresii tectonice, textuale și jestualitate. 
În lucrările lui Vasile Movileanu tema servește numai ca suport meditativ și cheie de descifrare a frămîntărilor ideatice ale plasticianului, exprimate pregnant prin intermediul mijloacelor de expresie plastică la contactul acestea cu lumea. 
Sunt semnificative în acest context lucrările ”	Creatorul”, ”Pictorul la studii”, ”Chemare”, în care personajul ca element informativ central al imaginii este tratat distinctiv:
1. -	poartă valori meditative grație plasticii formelor și încadrării într-un spațiu dinamic ale cărui elemente sunt dirijate concentric în formatul pe verticală;
2. -	poartă expresii gestuale pronunțate ce relevă interacțiuni integrative sintetice ale personalității artistice cu peisajul, relevînd un univers dinamic și expresii semantice descriptive obținute prin utilizarea largă a contrastelor tonale, coloristice, textuale;
3. -	exprimă afecțiunea înălțării, contopirii și iluminării prin propriile energii purificatoare a spațiului primordial.

O bună parte din lucrări o reprezintă peisajul și natura statică ca motive ale experimentului plastic cu acuarela, în care materialul deschide întreaga plentitudine estetico-expresivă. 
În ”Compoziție cu biserică”, bunăoară, dinamismul ritmurilor obiectuale, jestualitatea tehnologică pronunțată, structurarea compozițională, armonizarea contrastelor coloristice prin intermediul griurilor complexe provenite în urma incursiunilor tușelor de negru cu funcții structural- constructive, reflectă o lume dinamică a interacțiunilor spațial-temporare în permanentă schimbare.
Peisajul în creația lui Vasile Movileanu este ”sacralizat” grație structurării compoziționale specifice, distinctive în diferite lucrări și a utilizării largi a efectelor de culoare, lumină și semitonuri ( ”Dimineață”, ”Iarna”, ”Țărm în apus”), dar poartă și valori dramatice atinse prin contrapuneri semantice obiectuale, (”Țărm cu pești”). 
Naturile statice poartă amprenta predilecției artistului atât spre valorificarea jestualului și simbiozei coloristice, cât și spre reprezentarea dimensiunilor dramatice ale existenței, fapt ce relevă opțiuni semantice îndreptate spre explorarea unui vast și polivalent spectru valoric caracteristic lumii înconjurătoare.
Naturile statice ”Flori de hârtie cu zămos”, ”Natură statică cu măcieș” sunt lucrările în care acuarela ca material plastic își deschide cu plentitudine posibilitățile artistice. O altă sonoritate o are acest material în ”Natură statică cu scoici”. Aici materialul vine să promoveze pe prim plan obiectualitatea, care generează complexitatea conceptuală, ideatică a meditațiilor artistului asupra lumii. În această lucrare obiectul de reprezentare poartă în mod deosebit esențe simbolice de o înaltă tentă dramatică.
Creația lui Vasile Movileanu, fiind orientată spre valorificarea posibilităților de expresie ale mijloacelor plastice, exprimă, tot odată, cu prisosință și valorile spirituale general-umane spre care tinde consumatorul contemporan.
Constantin Spînu (Doctor în studiul artelor, Director al institutului Artelor al Academiei de Științe a Moldovei).